# Grabowo, Hạt Łobez
Grabowo [ɡraˈbɔvɔ] (tiếng Đức: Grabow) là một ngôi làng thuộc khu hành chính của Gmina obez, thuộc quận Łobez, West Pomeranian Voivodeship, ở phía tây bắc Ba Lan. Nó nằm khoảng 6 kilômét (4 mi)   phía đông bắc Łobez và 78 km (48 mi) về phía đông của thủ đô khu vực Szczecin.